# (113355) Gessler
(113355) Gessler est un astéroïde de la ceinture principale.

## Description
(113355) Gessler est un astéroïde de la ceinture principale. Il fut découvert le 14 septembre 2002 à l'observatoire Palomar par Robert D. Matson. Il présente une orbite caractérisée par un demi-grand axe de 2,96 UA, une excentricité de 0,10 et une inclinaison de 9,5° par rapport à l'écliptique.

## Compléments